# تامبلینا (اسب)
تامبلینا (به انگلیسی: Thumbelina) کوچک‌ترین اسب جهان بود که نامش در کتاب رکوردهای جهانی گینس به ثبت رسیده‌است. این اسب کوچک هفت ساله(ماده) توسط مایکل گاسلینگ در باغ‌وحش نیویورک نگهداری می‌شود. قد این اسب ۴۵ سانتی متر می‌باشد.